# Vadsø
Vadsø (en sami septentrional: Čáhcesuolu, en finés: Vesisaari) es un municipio y una ciudad de Noruega septentrional situada en la provincia de Finnmark, de la cual es su capital. Recibió el estatuto de ciudad en el 1833. En el censo de 2015 contaba con 6239 habitantes. Parte del municipio integra el Parque nacional de Varangerhalvøya.

## Historia
En el siglo XVI, Vadsø era solamente una aldea de pescadores y se encontraba situada en el islote Vadsøya. El centro se trasladó a tierra firme. En la segunda mitad del siglo XIX comenzó un flujo migratorio desde Finlandia. El finlandés pronto se convirtió en la lengua más hablada, continuando de este modo durante varios decenios. Actualmente el finlandés lo hablan algunas familias. Durante la Segunda Guerra Mundial, Vadsø sufrió numerosos ataques aéreos por parte de la aviación de la Unión Soviética. Sin embargo, al contrario que la mayor parte del condado, la ciudad no fue arrasada y conserva su centro histórico de edificios de madera. En la isla de Vadsøya se encuentra aún visible el pilón de atraque de dirigibles que utilizaron Umberto Nobile y Roald Amundsen para la expedición al Polo Norte con el dirigible Norge en el 1926, y utilizado nuevamente por Nobile con el dirigible «Italia» en el 1928.